# سامارا (نهر)
سامارا (بالروسية: Сама́ра)‏ هو نهر في روسيا يصب في نهر الفولجا (الضفة اليسرى) في مدينة سامارا.
يبلغ طوله حوالي 594 كم، ومساحته حوالي 46.5 ألف كيلومتر مربع.[بحاجة لمصدر] يبلغ متوسط تصريف المياه السنوي 47.2 متر مكعب/ثانية.[بحاجة لمصدر]